# Askatasuna
Askatasuna (un mot basque signifiant liberté) est un parti politique nationaliste et séparatiste basque inscrit dans le registre des partis politiques du ministère de l'intérieur espagnol le 31 août 1998, et basé à Bilbao.
Le 18 février 2009, toute activité en a été suspendue des suites d'une audience nationale en application de la loi des partis.